# Blakeslea
Blakeslea är ett släkte av svampar. Blakeslea ingår i familjen Choanephoraceae, ordningen Mucorales, divisionen oksvampar och riket svampar.
|           | Gilbertella                                                                |
|           |                                                                            |
|           | Choanephora                                                                |
|           |                                                                            |
| Blakeslea | \| \| Blakeslea trispora \| \| \| \| \| \| Blakeslea monospora \| \| \| \| |
|           | \| \| Blakeslea trispora \| \| \| \| \| \| Blakeslea monospora \| \| \| \| |
|           | Poitrasia                                                                  |
|           |                                                                            |
|           | Blakeslea trispora                                                         |
|           |                                                                            |
|           | Blakeslea monospora                                                        |
|           |                                                                            |

|  | Blakeslea trispora  |
|  |                     |
|  | Blakeslea monospora |
|  |                     |